# Tachigali paniculata
Tachigali paniculata är en ärtväxtart som beskrevs av Jean Baptiste Christophe Fusée Aublet. Tachigali paniculata ingår i släktet Tachigali och familjen ärtväxter. IUCN kategoriserar arten globalt som livskraftig.

## Underarter
Arten delas in i följande underarter:
- T. p. alba
- T. p. angustifolia
- T. p. comosa
- T. p. paniculata
- T. p. sulcata

## Bildgalleri

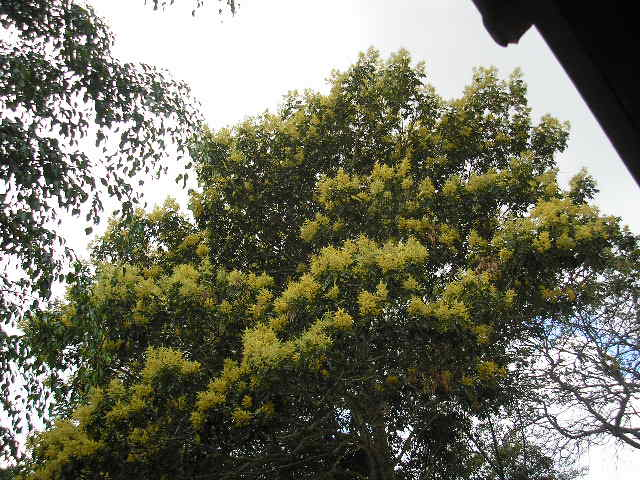
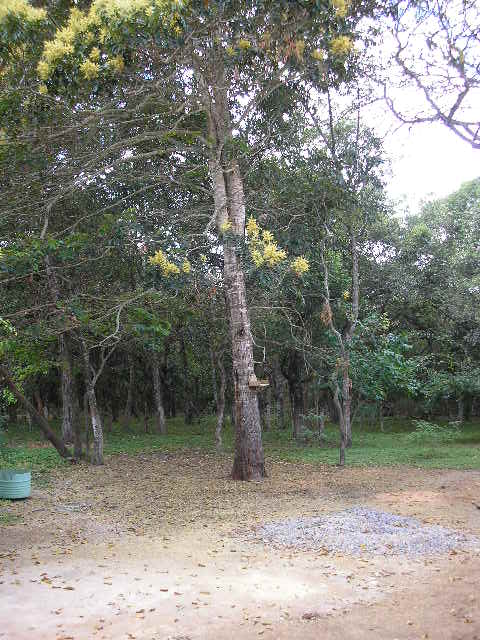
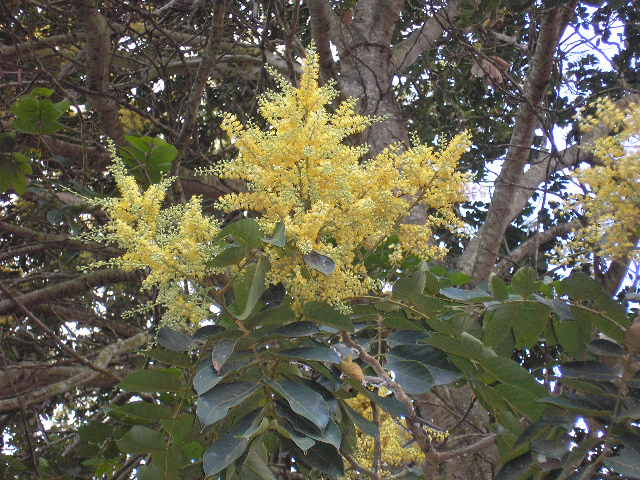